# Villegailhenc
Villegailhenc – miejscowość i gmina we Francji, w regionie Oksytania, w departamencie Aude.
Według danych na rok 1990 gminę zamieszkiwało 1337 osób, a gęstość zaludnienia wynosiła 280 osób/km² (wśród 1545 gmin Langwedocji-Roussillon Villegailhenc plasuje się na 275. miejscu pod względem liczby ludności, natomiast pod względem powierzchni na miejscu 1021.).

## Zabytki
Zabytki w miejscowości posiadające status monument historique:
- kościół Matki Bożej (Église Notre-Dame)